# Đại tướng Quân lực Việt Nam Cộng hòa
Cấp bậc Đại tướng được quy định trong hệ thống quân hàm cấp tướng của Quân đội Việt Nam Cộng hòa ngay từ khi thành lập 1955. Tuy nhiên, mãi đến ngày 8 tháng 12 năm 1956 mới có quân nhân đầu tiên được thụ phong cấp bậc này là tướng Lê Văn Tỵ, Tổng Tham mưu trưởng. Lúc bấy giờ cấp bậc Đại tướng Việt Nam Cộng hòa được xem là tương đương với cấp bậc Lieutenant General. Tướng Lê Văn Tỵ cũng là vị Đại tướng duy nhất của thời kỳ Đệ Nhất Cộng hòa (1955-1963).
Năm 1964, sau cuộc Chỉnh lý nội bộ của một nhóm tướng lãnh do tướng Nguyễn Khánh cầm đầu, Quân đội có thêm 3 vị Đại tướng nữa. Tướng Lê Văn Tỵ được phong Thống tướng. Thời kỳ này, cấp bậc Đại tướng Việt Nam Cộng hòa bắt đầu được xem là tương đương cấp bậc General. Đồng thời trong hệ thống quân hàm này cũng xuất hiện thêm cấp Chuẩn tướng (tương đương Brigadier General). Giai đoạn 1964-1965 cũng là giai đoạn nhiều quân nhân thụ phong cấp bậc tướng lĩnh nhất, nên nhiều người đánh giá thời kỳ này là "thời kỳ loạn tướng".
- Quân hàm Đại tướng của các quân chủng:

Lục quân
Hải quân
Không quân

## Danh sách
| Stt | Họ và tên                                      | Thời gian sống | Năm thụ phong | Chức vụ sau cùng                           | Chú thích |
| --- | ---------------------------------------------- | -------------- | ------------- | ------------------------------------------ | --- |
| 1   | Trần Thiện Khiêm (*) Võ bị Liên quân Viễn Đông | 1925-2021      | 11/8/1964     | Thủ tướng Chính phủ Tổng trưởng Quốc phòng | Đầu tháng 4/1975 xin từ nhiệm cả hai chức vụ - Ngày 6/12/1962 thăng cấp Thiếu tướng Tham mưu trưởng Liên quân - Ngày 2/11/1963 thăng cấp Trung tướng Ủy viên Quân sự Hội đồng Quân nhân Cách mạng                                                                    |
| 2   | Dương Văn Minh (*) Võ bị Thủ Dầu Một           | 1916-2001      | 24/11/1964    | Tổng thống                                 | Tổng thống cuối cùng (2 ngày) - Ngày 1/11/1955 thăng cấp Thiếu tướng Chỉ huy trưởng Chiến dịch Hoàng Diệu - Ngày 8/12/1956 thăng cấp Trung tướng Tư lệnh Quân khu Thủ đô                                                                                             |
| 3   | Nguyễn Khánh (*) Võ bị Liên quân Viễn Đông     | 1927-2013      | 27/11/1964    | Thủ tướng Chính phủ                        | Năm 1965 bị hạ bệ, được cử đi làm Đại sứ lưu động ở ngoài nước - Ngày 2/11/1960 thăng cấp Thiếu tướng Tham mưu trưởng Bộ Tổng tham mưu - Ngày 2/11/1963 thăng cấp Trung tướng Tư lệnh Quân đoàn I & Vùng 1 Chiến thuật                                               |
| 4   | Cao Văn Viên (*) Võ bị Cap St Jacques          | 1921-2008      | 4/2/1967      | Tổng Tham mưu trưởng                       | Ngày 27/4/1975 được chấp nhận cho về hưu - Ngày 3/3/1964 thăng cấp Thiếu tướng Tham mưu trưởng Liên quân - Ngày 12/10/1965 thăng cấp Trung tướng Tổng Tham mưu trưởng                                                                                                |
| 5   | Đỗ Cao Trí (*) Võ bị Nước Ngọt                 | 1929-1971      | 23/2/1971     | Tư lệnh Quân đoàn III và Quân khu 3        | Ngày 23/2/1971 tử nạn trực thăng khi đang bay thị sát chiến trường Tây Ninh, được truy thăng Đại tướng -Ngày 7/7/1963 thăng cấp Thiếu tướng Tư lệnh Quân đoàn I & Vùng 1 Chiến thuật -Ngày 2/11/1963 thăng cấp Trung tướng Tư lệnh Quân đoàn II & Vùng 2 Chiến thuật |